# KLF9
El factor 9 Kruppel-like (KLF9) es un factor de transcripción codificado en humanos por el gen klf9.
La proteína codificada por este gen es un factor de transcripción que se une a cajas GC del ADN situadas en diversos promotores. La unión de la proteína a una caja sencilla de GC inhibe la transcripción del ARN mensajero, mientras que la unión en tándem a cajas GC repetidas activa la transcripción.

## Interacciones
La proteína KLF9 ha demostrado ser capaz de interaccionar con:
- Receptor de progesterona[3]